# Pardosa thompsoni
Pardosa thompsoni là một loài nhện trong họ Lycosidae.
Loài này thuộc chi Pardosa. Pardosa thompsoni được Mark Alderweireldt & Rudy Jocqué miêu tả năm 1992.